# Plátová vesta

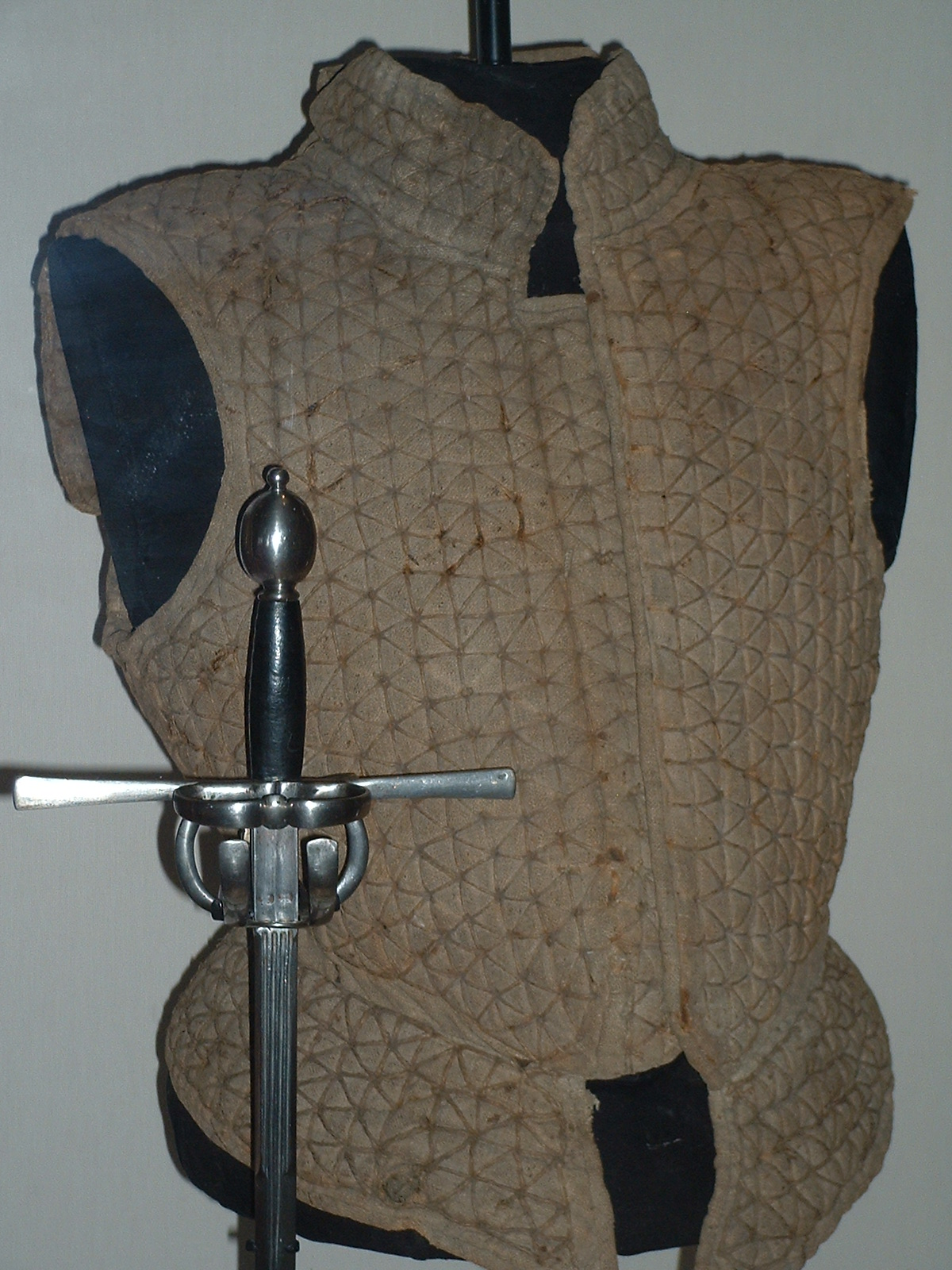
Anglická, nebo skotská plátová vesta z konce 16. století.

Plátová vesta (angl. coat of plates) je kožená nebo plátěná vesta na které byly zespodu přišity nebo přinýtovány kovové plátky. Nosila se na vrchu přes kroužkovou košili. Vyvinula se ze zesíleného varkoče na počátku 14. století. Její následující vývoj se ubíral dvěma směry – k celoplátové ochraně trupu a k brigantině.